# Булат Тамара Павлівна
Тама́ра Па́влівна Була́т — українська музикознавиця, авторка ряду монографій та 300 статей. Співавторка  багатотомника «Історії української музики». Знана аналізом творчості Миколи Лисенка, Якова Степового, дослідженнями проблеми фольклорної та академічної музики, культурології, етномузикології.

## Життєпис
Народилася 3 лютого 1933 року в Запоріжжі.
1956 року закінчила Київську консерваторію, деякий час викладала музику.
Пройшла аспірантуру в Інституті мистецтвознавства, фольклористики та етнології, захистила кандидатську (1963) та докторську (1981) дисертації.
В 1982-92 роках — старша наукова співробітниця Інституту мистецтвознавства, фольклористики та етнології ім. М. Т. Рильського Національної АН України, музикознавиця, докторка мистецтвознавства.
Мешкала в США, членкиня Національної Спілки композиторів України й Наукового товариства ім. Т. Г. Шевченка (США), генеральна секретарка Української вільної академії мистецтв (США).
Є авторкою 9-ти ґрунтовних монографічних досліджень, з них «Український романс», «Микола Лисенко», «Героїко-патріотична тема у творчості М. В. Лисенка», «Яків Степовий», «The World of Mykola Lysenko», кількох десятків розділів і статей у колективних наукових монографіях і збірниках, культурологічних журналах і газетах, в тому числі 10-ти розділів академічної багатотомної «Історії української музики», численних гасел у довідково-енциклопедичних виданнях, багатьох теле- й радіопередач, упорядниця і авторка вступних статей до кількох колективних наукових праць та нотних збірок.
Померла 25 серпня 2004 року в місті Едісон, штат Нью-Джерсі, США.
До некрологу із співчуттями в «Народній творчості та етнографії» приєдналися Президент Вільної української академії наук у США Олекса Біланюк і віце-президент Альберт Кіпа.